# 一日夏華
《一日夏華》 (英文：All Summer in a Day) 是美国作家雷·布萊伯利的科幻短篇小说，首次发表于 1954 年三月的《科幻小說雜誌》 。 

## 剧情简介
這個故事描述了金星上的一個班級的學生，在這個故事中，金星是一個不斷下著暴雨的世界，那裡每過七年才能看到一個小時的太陽。
其中一個孩子瑪格特五年前從地球搬到金星，因為太陽經常照在地球上，所以她是唯一記得陽光的孩子。當老師讓他們寫一首關於太陽的詩時，她寫了：
“我认为太阳是一朵花，那花只會盛開一小时。”
她將太陽描述為「便士」，或者「像爐子裡的火」。其他孩子年紀太小了，從來沒有親眼見過太陽，所以不相信瑪格特。在一個叫威廉的男孩的帶領下，所有孩子一起欺負瑪格特。就在太陽出來之前，威廉和其他孩子把她鎖在了隧道裡的壁櫥裡。
太陽快要出來了，他們的老師帶著全班同學到外面享受陽光，在驚訝和喜悅之中，他們都忘記了瑪格特的存在。他們奔跑、玩耍、跳躍，享受著他們新獲得的自由的每一秒。 「哦，比日光燈好多了，不是嗎？”其中一個大喊。
突然，一個女孩的手心接住了一滴雨。雷聲響起，閃電來了。當太陽消失並再次開始傾盆時，孩子們跑回室內。這時，其中一人想起了仍被鎖在壁櫥裡的瑪格特。他們羞愧地讓她從壁櫥裡出來，僵硬地站在那裡，為自己的所作所為感到尷尬，並不敢正眼看她。
珍貴的太陽消失了。因為孩子們的嫉妒，他們之中最喜愛太陽的瑪格特錯過了太陽出現的時刻。

## 改编
1982年， PBS的兒童系列WonderWorks 上播出了 30 分鐘的電視改編版 。結尾擴展成「孩子們通過在太陽出來時給他們採摘的瑪格特鮮花來為他們的可怕行為贖罪」。攝影指導是羅伯特·埃爾斯維特，他後來成為奧斯卡金像獎獲獎攝影師。

## 在流行文化中
朱諾·迪亞茲 2007 年的小說《奧斯卡·瓦的短暫奇妙一生》 中對主角奧斯卡·瓦的描述中提到了“一天中的整個夏天”。 “在青春期被排除在外很糟糕，有點像在太陽一百年來第一次出現時被鎖在金星的壁櫥裡。” 儘管在雷·布萊伯利的故事中太陽每七年出現一次。
凯伦·汤普森·沃克 2012 年的小说《奇迹时代》第 22 章中引用了这个故事。
这个故事在卡通“卡通明星大亂鬥”的第 3 季第 2 集中被引用，当时角色 Toot Braunstein 被困在壁橱里，无法体验 Wienermobile 的热狗产品。
在 Car Seat Headrest重新录制的Twin Fantasy版本中，歌曲“High To Death”包含了故事改编的电视样本。专辑小册子中歌曲的副标题是“All Summer In A Night”。 